# Kategoria e Parë 1979-1980
La Kategoria e Parë 1979-1980 fu la 41ª edizione della massima serie del campionato albanese di calcio disputata tra il 1º settembre 1979 e il 27 aprile 1980 e conclusa con la vittoria della Dinamo Tirana, al suo tredicesimo titolo.
Capocannoniere del torneo fu Përparim Kovaçi (Tomori) con 18 reti.

## Formula
Nessuna variazione rispetto alla stagione precedente: il numero delle squadre partecipanti fu di 14 e disputarono un turno di andata e ritorno per un totale di 26 partite.
Le ultime due classificate retrocedettero in Kategoria e Dytë.
Le squadre qualificate alle coppe europee furono due: la vincente del campionato fu ammessa alla Coppa dei Campioni 1980-1981 mentre la vincente della coppa d'Albania alla Coppa delle Coppe 1980-1981

## Squadre
| Squadra             | Città        | Stadio | Stagione 1978-1979 |
| ------------------- | ------------ | ------ | ------------------ |
| Labinoti            | Elbasan      |        | 6°                 |
| 17 Nëntori          | Tirana       |        | 2°                 |
| KF Partizani Tirana | Tirana       |        | Campione d'Albania |
| Dinamo Tirana       | Tirana       |        | 5°                 |
| Flamurtari          | Valona       |        | 4°                 |
| Tomori              | Berat        |        | 8°                 |
| Vllaznia            | Scutari      |        | 9°                 |
| Skënderbeu          | Coriza       |        | Kategoria e Dytë   |
| Lokomotiva          | Durazzo      |        | 7°                 |
| Luftëtari           | Argirocastro |        | 12°                |
| Naftëtari           | Kuçovë       |        | 10°                |
| Shkëndija Tirana    | Tirana       |        | 11°                |
| Besa Kavajë         | Kavajë       |        | 3°                 |
| Apolonia            | Fier         |        | Kategoria e Dytë   |

## Classifica finale
|                    | Pos. | Squadra     | Pt | G  | V  | N  | P  | GF | GS | DR  |
| ------------------ | ---- | ----------- | -- | -- | -- | -- | -- | -- | -- | --- |
| Albania (bandiera) | 1.   | Dinamo      | 37 | 26 | 14 | 9  | 3  | 41 | 23 | +18 |
|                    | 2.   | 17 Nëntori  | 32 | 26 | 11 | 10 | 5  | 33 | 27 | +6  |
|                    | 3.   | Vllaznia    | 31 | 26 | 12 | 7  | 7  | 37 | 26 | +11 |
|                    | 4.   | Partizani   | 29 | 26 | 9  | 11 | 6  | 41 | 30 | +9  |
|                    | 5.   | Flamurtari  | 29 | 26 | 10 | 9  | 7  | 33 | 25 | +8  |
|                    | 6.   | Skënderbeu  | 28 | 26 | 9  | 10 | 7  | 27 | 24 | +3  |
|                    | 7.   | Luftëtari   | 27 | 26 | 11 | 5  | 10 | 39 | 35 | +4  |
|                    | 8.   | Lokomotiva  | 27 | 26 | 8  | 11 | 7  | 29 | 27 | +2  |
|                    | 9.   | Labinoti    | 27 | 26 | 7  | 13 | 6  | 27 | 25 | +2  |
|                    | 10.  | Besa Kavajë | 26 | 26 | 9  | 8  | 9  | 27 | 29 | -2  |
|                    | 11.  | Naftëtari   | 24 | 26 | 9  | 6  | 11 | 29 | 39 | -10 |
|                    | 12.  | Tomori      | 23 | 26 | 7  | 9  | 10 | 31 | 37 | -6  |
|                    | 13.  | Shkëndija   | 19 | 26 | 6  | 7  | 13 | 18 | 30 | -12 |
|                    | 14.  | Apolonia    | 5  | 26 | 0  | 5  | 21 | 15 | 50 | -35 |

Legenda:

      Campione d'Albania
      Ammesso alla Coppa delle Coppe
      Retrocesso in Kategoria e Dytë
Note:

Due punti a vittoria, uno a pareggio, zero a sconfitta.

## Verdetti
- Campione: Dinamo Tirana
- Qualificata alla Coppa dei Campioni: Dinamo Tirana
- Qualificata alla Coppa delle Coppe: Partizani Tirana
- Retrocessa in Kategoria e Dytë: Apolonia, Shkëndija